# SISTER JETのオールナイトニッポンR
『SISTER JETのオールナイトニッポンR』（シスタージェットのオールナイトニッポンアール）は、2010年4月から同年9月までニッポン放送の深夜枠「オールナイトニッポンR」で毎月第2土曜日に放送されていたラジオ番組。 
パーソナリティはロックバンド「SISTER JET」のワタルS（ボーカル）。ただし毎回メンバー全員が出演していた。

## 概要
2010年4月から毎週土曜日の『オールナイトニッポンR』は、アーティスト4組が月1レギュラーとして週変わりでパーソナリティを担当。SISTER JETは第1土曜日を担当した。4組の中で唯一の男性だけのパーソナリティであると共に唯一、秋改編を待たず半年間で打ち切りされた番組となった。
オープニングはワタルのみの出演だが「この後スペシャルゲスト登場」と前フリがあって、番組途中からのメンバー（サカベ、ケンスケ）が登場することが恒例となっていた。
番組の特徴のひとつに、毎回メールや電話によるフリートークに放送時間が割かれて、コーナー企画がほとんど実施され無かったことが挙げられる。
2011年1月14日、「オールナイトニッポンR」週替わり枠にてニューアルバム『LONELY PLANET BOY』発売を記念した一夜限りの復活放送を行った。

## コーナー
深夜の生唄ライブ
1. 4月10日、「サタデー・ナイト」（アルバム『JETBOY JETGIRL』から）
2. 5月8日、「デイ・ドリーム・ビリーバー」（ザ・タイマーズの日本語カバー）
3. 6月12日、無し。「キャラメルフレーバー」「MR.LONELY」（『ALL YOU NEED IS LIVE』ライブ音源）が流された。
4. 7月10日、「キャラメルフレーバー」
5. 8月14日、「MR.LONELY」（『MUSIC ON! TV presents GG10』ライブ音源）、「サタデー・ナイト」（#1と同じ）
6. 9月11日、サカベがアッパーマオ[3]の歌詞による自作曲をアカペラで歌う。

- 2011年1月14日、「SAY YES」「MR.LONELY」（アルバム『LONELY PLANET BOY』から）

SISTER JETのSISTER オーディション
SISTER JETの妹分を電話オーディションで決める。趣旨説明（#1）のみ。
業界通さんいらっしゃ〜い（#3・5・6）
様々な職業ごとの「あるあるネタ」を紹介する。
一行レシピ
料理が趣味のワタルSが思わず自宅で作りたくなるような、一行の文章で表現できる超簡単レシピを募集する。コーナー説明のみ（#1）。
妄想シティー東京（#3）
地方から見た大都会・東京は一体どんな街なのか?みんなで妄想して楽しむ。午前4:30以降も放送される北海道、栃木、茨城、京都、福岡のリスナー対象の地域限定コーナー。
あなたのお名前なんて〜の
SISTER JETのメンバーがリスナーの依頼を受けて様々なものに命名する。コーナーとして実施されることは無かったが、第4回のメールテーマ「あなたが名前を付けて欲しいもの大募集」で同内容の企画を実施。